# Latrodectus variolus
Latrodectus variolus  (лат.) — вид пауков из семейства пауков-тенетников и рода чёрных вдов. 

## Распространение
В Северной Америке широко распространён на территории восточных Соединённых Штатов на юг до западной Флориды и восточной части Техаса. Ещё более часто встречается в северных штатах и до юго-восточной Канады. Вид в основном более северный чем L. mactans, как факт гораздо менее ядовитый и менее опасный, а значит и присутствует только в тех регионах где L. mactans редок или отсутствует, тем самым подчёркивая их конкурентность.

## Описание
Это северный вид чёрных вдов, являющийся близким родственником Latrodectus mactans — основываясь на размерах и генитальном строении. Отличительными черты: в отличие от брюшных «песочных часов», поделённых на две поперечные линии, также имеется ряд выдающихся красных точек на протяжении дорсальной срединной линии брюшка, откуда латинское название variolus, т.е. «ветрянка».

## Экология
В отличие от чёрной вдовы, этот вид редко встречается в человеческих строениях, предпочитая открытые местности, проживая у пней, в куче сваленных деревьев, щелях древесины, покинутых животными норах, в скалистых пещерках и в дебрях. Обычен в лесистой местности, где строит большие треугольные ловчие сети в ветвях кустарников и деревьев, до 6 метров над землёй. Тем не менее довольно распространён в парках и лагерных местах (кэмпинг).